# Klaviersonate Nr. 1 (Mozart)
Die Sonate Nr. 1 in C-Dur KV 279 (189d) von Wolfgang Amadeus Mozarts ist eine Klaviersonate mit drei Sätzen. Sie wurde während der Reise nach München anlässlich der Produktion der Oper La finta giardiniera zwischen dem späten 1774 und dem März des nächsten Jahres komponiert, als Mozart 18 Jahre alt war, und ist die Erste eines Zyklus von sechs Sonaten mit steigendem Schwierigkeitsgrad, die auf dieser Reise entstanden sind. Eine Besonderheit dieser Sonate ist, dass alle drei Sätze die Sonatenhauptsatzform aufweisen.
Die durchschnittliche Aufführungsdauer beträgt 14 Minuten.

## Sätze

### 1. Satz: Allegro
Der Kopfsatz in der Haupttonart C-Dur beginnt mit einer viertaktigen Introduktion: im Bass tritt eine Wendefigur auf, die daraufhin in der rechten Hand verlagert wird. Diese zwei Takte  werden wiederholt. Das Hauptthema besteht aus chromatischen, arpeggioartigen Sequenzen und Ornamenten. Nach einer imperfekten Kadenz erscheint das Seitenthema, welches aus schnellen Skalen besteht, in der Dominante G-Dur. Über g-Moll wird das Eröffnungsthema solange sequenziert, bis man schrittweise die Dominante wieder erreicht. Das Hauptthema erscheint in der Reprise wie in der Exposition. Nun bleibt die Kadenzierung nach G-Dur aus und das Seitenthema bleibt in der Tonika.

### 2. Satz: Andante
Das lyrische Andante ist voll ausdrucksvoller Schattierung, das Ergebnis der harmonischen Freiheit Mozarts. Dieser Satz steht in F-Dur, der Subdominante des klanglichen Hauses der gesamten Arbeit und enthält die Sonatenform. Am Ende der Ausstellung hat Mozart das dominante C-Dur moduliert und beginnt mit der Entwicklung in diesem Schlüssel. Die Arbeit macht dann schnell temporäre Übergänge durch g-Moll und d-Moll, um wieder auf die Tonika für die Rekapitulation zu kommen, an welche die Reprise bald folgt.

### 3. Satz: Allegro
Der wieder in C-Dur komponierte Finalsatz, der in seiner Frische an Haydns Finalsatz-Motiv seiner F-Dur-Sonate Hob. XVI/23 erinnert, tritt das Thema auftaktig auf. Die linke Hand ist motivisch am Thema gebunden und sehr aktiv. Auch dieser Satz ähnelt in gewissen Zügen der Sonatenhauptsatzform und enthält eine gewisse Coda.